# Barbara Sadleder
Barbara Sadleder (ur. 17 czerwca 1967 w Weyer) – austriacka narciarka alpejska.

## Kariera
W zawodach Pucharu Świata zadebiutowała sezonie 1986/1987. Pierwsze punkty wywalczyła 14 marca 1987 roku w Vail, gdzie zajęła czternaste miejsce w zjeździe. Na podium zawodów tego cyklu pierwszy raz stanęła 7 grudnia 1991 roku w Santa Caterina, kończąc rywalizację w supergigancie na drugiej pozycji. W zawodach tych rozdzieliła dwie Niemki: Katję Seizinger i Miriam Vogt. W kolejnych startach jeszcze jeden raz stanęła na podium: 15 stycznia 1993 roku w Cortinie d’Ampezzo zajęła trzecie miejsce w zjeździe. W sezonie 1988/1989 zajęła 20. miejsce w klasyfikacji generalnej, a w klasyfikacji zjazdu była dziewiąta.
Wystartowała na igrzyskach olimpijskich w Albertville w 1992 roku, gdzie zajęła siódme miejsce w zjeździe i piętnaste w supergigancie. Były to jej jedyne starty olimpijskie. Zajęła też między innymi dziewiąte miejsce w zjeździe na mistrzostwach świata w Saalbach-Hinterglemm w 1991 roku i dziesiąte w supergigancie podczas mistrzostw świata w Morioce dwa lata później.

## Osiągnięcia

### Igrzyska olimpijskie
| Miejsce | Dzień     | Rok  | Miejscowość | Konkurencja | Czas biegu | Strata | Zwyciężczyni       |
| ------- | --------- | ---- | ----------- | ----------- | ---------- | ------ | ------------------ |
| 7.      | 15 lutego | 1992 | Albertville | Zjazd       | 1:52,55    | +1,26  | Kerrin Lee-Gartner |
| 15.     | 18 lutego | 1992 | Albertville | Supergigant | 1:21,22    | +3,69  | Deborah Compagnoni |

### Mistrzostwa świata
| Miejsce | Dzień       | Rok  | Miejscowość | Konkurencja | Czas biegu | Strata | Zwyciężczyni     |
| ------- | ----------- | ---- | ----------- | ----------- | ---------- | ------ | ---------------- |
| 9.      | 26 stycznia | 1991 | Saalbach    | Zjazd       | 1:29,12    | +1,19  | Petra Kronberger |
| 25.     | 11 lutego   | 1993 | Morioka     | Zjazd       | 1:27,38    | +1,78  | Kate Pace        |
| 10.     | 14 lutego   | 1993 | Morioka     | Supergigant | 1:33,52    | +1,37  | Katja Seizinger  |

### Puchar Świata

#### Miejsca w klasyfikacji generalnej
- sezon 1986/1987: 82.
- sezon 1987/1988: 65.
- sezon 1988/1989: 20.
- sezon 1989/1990: 33.
- sezon 1990/1991: 39.
- sezon 1991/1992: 23.
- sezon 1992/1993: 29.
- sezon 1993/1994: 102.

#### Miejsca na podium
1. Santa Caterina – 7 grudnia 1991 (supergigant) – 2. miejsce
2. Cortina d’Ampezzo – 15 stycznia 1993 (zjazd) – 3. miejsce